# Институт биохимии имени А. В. Палладина
Институт биохимии имени А. В. Палладина НАН Украины (укр. Інститут біохімії імені О. В. Палладіна НАН України) — один из институтов Национальной Академии Наук Украины. Один из первых украинских научно-исследовательских институтов.

## История
Институт биохимии имени А. В. Палладина НАН Украины (современное название) был основан в Харькове в 1925 году по инициативе профессора (впоследствии академика) Александра Владимировича Палладина как «Украинский биохимический институт Народного Комиссариата Образования УССР» (протокол № 44 заседания Президиума Укрнауки от 10 октября 1925 года).
Официальное открытие института состоялось 9 ноября 1925 года и он работал на основании «Положения об „Украинском биохимическом институте“». Директором института со дня его основания и до 1969 года был А. В. Палладин.
В декабре 1931 года Украинский биохимический институт Народного Комиссариата Образования УССР был переведён в Киев и включен в состав Академии наук УССР под названием «Институт биохимии АН УССР». Сначала его сотрудники работали в помещениях разных зданий; в 1935 году институт перебазировался в собственное здание по улице Леонтовича 9, которое в настоящее время является главным корпусом института.

## Награды
- 19 декабря 1975 года награждён Орденом Трудового Красного Знамени.
- 16 мая 1969 года награждён Почётной Грамотой Президиума Верховного Совета УССР.

## Деятельность
Основными направлениями научной деятельности института являются:
- исследования структуры, физико-химических свойств и биологических функций сложных белковых и надмолекулярных систем;
- изучение молекулярной организации метаболических процессов и механизмов их регулирования биологически активными веществами;
- разработка биотехнологий и нанобиотехнологий для медицины, сельского хозяйства, экологии и промышленности.

Институтом издаются журналы: "The Ukrainian Biochemical Journal" («Український біохімічний журнал»), "Biotechnologia Acta" («Біотехнологія»).
Директор института — Сергей Васильевич Комиссаренко, академик НАН Украины.

### Руководители
- 1925−1969 — Палладин, Александр Владимирович
- 1969−1972 — Белицер, Владимир Александрович
- 1972−1977 — Гулый, Максим Федотович
- 1977−1988 — Лишко, Валерий Казимирович
- 1989−1992 — Комиссаренко, Сергей Васильевич
- 1993−1998 — Донченко, Георгий Викторович
- 1998−н.в. — Комиссаренко, Сергей Васильевич